# Boys of the City
Boys of the City is een Amerikaanse filmkomedie uit 1940 onder regie van Joseph H. Lewis.

## Verhaal
De jeugdbende van Muggs McGinnis wordt ingerekend, omdat ze een brandkraan hebben opengedraaid. Hun vriend Knuckles belooft aan de commissaris van politie dat hij de baldadige jongens zal meenemen op zomerkamp, zodat ze geen kattenkwaad meer kunnen uithalen. Onderweg geven ze een lift aan een rechter. Op diens landgoed krijgen de jongens autopech en de rechter biedt hun overnachting aan. Als de rechter wordt vermoord, moeten de jongelui de zaak oplossen. 

## Rolverdeling
| Acteur          | Personage      |
| --------------- | -------------- |
| Bobby Jordan    | Danny Dolan    |
| Leo Gorcey      | Muggs McGinnis |
| Hal E. Chester  | Buster         |
| Frankie Burke   | Skinny         |
| Vince Barnett   | Simp           |
| Inna Gest       | Louise Mason   |
| Dave O'Brien    | Knuckles Dolan |
| Ernest Morrison | Scruno         |
| Minerva Urecal  | Agnes          |
| Dennis Moore    | Giles          |
| Donald Haines   | Peewee         |
| David Gorcey    | Pete           |
| Eugene Francis  | Algy Wilkes    |
| Forrest Taylor  | Malcolm Parker |
| Stephen Chase   | Jim Harrison   |